# Jill Atkins
Jill Atkins, född den 30 maj 1963 i Bradford, Storbritannien, är en brittisk landhockeyspelare.
Hon tog OS-brons i damernas landhockeyturnering i samband med de olympiska landhockeytävlingarna 1992 i Barcelona.